# Trichomanes ambiguum
Trichomanes ambiguum là một loài dương xỉ trong họ Hymenophyllaceae. Loài này được Mart., Kl. mô tả khoa học đầu tiên năm 1840.
Danh pháp khoa học của loài này chưa được làm sáng tỏ. 